# Musulmans bulgares
Les musulmans bulgares ou Bulgares musulmans (en bulgare : Българи-мюсюлмани, Bǎlgari-mjusjulmani, appelés aussi pomak, ahryan, poganets, marvak ou poturnak) sont les Bulgares de confession musulmane. Ce sont les descendants de Slaves convertis à l'islam pendant l'occupation ottomane (comme les Bosniaques). Les musulmans bulgares vivent surtout dans les montagnes de Rhodopes, dans l'oblast de Smolyan, au sud des oblasts de Pazardjik et de Kardjali, ainsi qu'à l'est de Blagoevgrad, mais aussi en Thrace orientale et en Thrace occidentale. Le terme de pomak, qui désigne également des populations slaves musulmanes en Macédoine et en Albanie, est péjoratif en bulgare ; c'est pourquoi le nom adopté et utilisé à la place de « Pomak » est celui de « musulmans bulgares ».